# Masmoudi
Pour les articles homonymes, voir Masmoudi (homonymie).
Masmoudi est une entreprise tunisienne de pâtisserie. Forte d'un chiffre d'affaires annuel de plus de quinze millions de dinars tunisiens en 2013, son siège social se trouve à Sfax en Tunisie. La société est entièrement détenue par la famille Masmoudi.

## Histoire
Moufida Masmoudi a commencé la pâtisserie en 1948 chez sa cousine à Tunis, avant de l'apprendre de façon plus approfondie à la cour du bey. De retour à Sfax en 1957, elle se marie à un chef cuisinier puis décide de fonder son entreprise en 1972 : il s'agit de la première maison de pâtisserie tunisienne.
En 2001, l'entreprise emploie 130 salariés, puis 402 en 2010. Implantée sur le bassin méditerranéen, Masmoudi est la première entreprise maghrébine à s'être développée en franchise en Europe.
En 2020, elle compte multiple points de vente dont 22 en Tunisie, un au Maroc, un aux Pays-Bas et quatre en France.